# Björneborg
Björneborg est une localité de Suède dans la commune de Kristinehamn située dans le comté de Värmland.
Sa population était de 1 110 habitants en 2019.